# Shelburne (hrabstwo)
Shelburne – historyczne hrabstwo (geographic county) kanadyjskiej prowincji Nowa Szkocja z ośrodkiem w Shelburne, powstałe w 1785, współcześnie jednostka podziału statystycznego (census division). Według spisu powszechnego z 2016 obszar hrabstwa to: 2467,39 km², a zamieszkiwało wówczas ten obszar 13 966 osób.
Hrabstwo, którego nazwa pochodzi od miana stolicy, zostało wydzielone w 1784 z hrabstwa Queens (delimitacja 16 grudnia 1785) i do 1836 obejmowało również tereny współczesnego hrabstwa Yarmouth.
Według spisu powszechnego z 2011 obszar hrabstwa zamieszkiwało 14 496 mieszkańców; język angielski był językiem ojczystym dla 98,1%, francuski dla 1,1% mieszkańców.